# Prodaná nevěsta (film, 1981)
Prodaná nevěsta je český televizní film, jde o filmovou hudební komedii režiséra Františka Filipa z roku 1981 na námět opery Prodaná nevěsta Bedřicha Smetany.

## Obsazení
| Gabriela Beňačková | Mařenka            |
| Peter Dvorský      | Jeník              |
| Richard Novák      | Kecal              |
| Jindřich Jindrák   | Krušina            |
| Marie Mrázová      | Háta, jeho žena    |
| Jaroslav Horáček   | Mícha              |
| Marie Veselá       | Ludmila, jeho žena |
| Miroslav Kopp      | Vašek              |
| Jana Jonášová      | Esmeralda          |
| Alfréd Hampel      | principál          |
| Karel Hanuš        | Indián             |

## Tvůrci
- Námět: Bedřich Smetana opera Prodaná nevěsta
- Scénář: František Filip
- Kamera: Ilja Bojanovský
- Režie: František Filip
- Další údaje: 138 minut, komedie